# Ашик-Аґасі
Ашик-Аґасі (перс. اشيك اغاسي) — село в Ірані, у дегестані Хотбех-Сара, у бахші Карґан-Руд, шагрестані Талеш остану Ґілян. За даними перепису 2006 року, його населення становило 1181 особу, що проживали у складі 325 сімей.